# Ringel Rangel
Ringel Rangel ist ein Kinder- und Geschicklichkeitsspiel des Schweizer Spieleautors Geni Wyss. Das Spiel für zwei bis vier Spieler ab vier Jahren dauert etwa 20 Minuten pro Runde. Es ist im Jahr 1993 bei Haba erschienen und gewann im selben Jahr den Sonderpreis Kinderspiel im Rahmen des Spiel des Jahres.

## Thema und Ausstattung
Bei dem Spiel handelt es sich um ein Geschicklichkeitsspiel, bei dem die Mitspieler versuchen, ihre Spielfiguren in Form von hölzernen Schildkröten in die farbigen Felder auf dem Spielplan zu bringen und dabei möglichst wenig Hindernisse vom Feld zu schieben. Der Inhalt der Spieleschachtel besteht neben der Spielanleitung aus einem Spielplan, drei Ästen, 24 Spielfiguren und 20 Bällen. Der Spielplan ist aus Holz gefertigt und zeigt ein Stück Garten mit sechs farbigen Ringen. Die drei Äste können in vorgefertigte Löcher gesteckt werden und die Spielfiguren aus Holz sind Schildkröten nachempfunden. Die Bälle sind runde Holzscheiben mit verschiedenfarbigen Aufdrucken.

## Spielweise
Zu Beginn des Spiels entscheidet sich jeder Mitspieler für eine Ballfarbe. Alle Bälle werden verdeckt gemischt, gleichmäßig auf dem Spielplan verteilt und aufgedeckt. Danach werden die Schildkröten gemischt und in zwei Stapeln neben den Spielplan gelegt. Optional können die drei Äste beim Spielaufbau ebenfalls eingebracht werden und damit das Spiel schwieriger machen.
Beginnend mit einem Startspieler spielen die Mitspieler reihum. Der jeweils aktive Spieler sucht sich eine der beiden Schildkröten von den Stapeln aus, die er an den Spielfeldrand auf den gleichfarbigen Startplatz legt. Danach schiebt er sie vorsichtig mit einem Finger bis auf den gleichfarbigen Ring und versucht dabei, möglichst keine Bälle oder Schildkröten vom Spielfeld zu schieben. Hat die Schildkröte ihr Ziel erreicht, endet der Zug und der nächste Spieler ist an der Reihe. Fallen Bälle oder Schildkröten vom Spielbrett, muss der Spieler sie an sich nehmen, bei Bällen in einer der gegnerischen Farben muss er zusätzlich noch eine Schildkröte der gleichen Farbe vom Feld nehmen. Gelingt es einem Spieler, seine Schildkröte fehlerfrei bis in den Ring zu schieben, darf er am Ende seines Zuges einen Ball wieder auf das Spielfeld legen.
Das Spiel endet, wenn alle 24 Schildkröten von den Stapeln auf das Spielfeld gelangt sind. Dann zählen alle Spieler ihre Strafpunkte, wobei jede Schildkröte und jeder fremde Ball jeweils einen Strafpunkt zählen. Gewinner des Spiels ist der Spieler mit den wenigsten Strafpunkten.

## Ausgaben und Rezeption
Das Spiel Ringel Rangel wurde von Geni Wyss entwickelt und erschien 1993 bei Haba. Es wurde im gleichen Jahr mit dem Sonderpreis Kinderspiel im Rahmen des Spiel des Jahres ausgezeichnet.
Die Jury begründete die Auszeichnung wie folgt:

„Mit dem Spiel hat die Firma Habermaaß 1993 Neuland beschritten: Geschicklichkeitsspiele für Kinder gab es, wenn man einmal von FLOHSPIEL und MIKADO absieht, überhaupt noch nicht auf dem Markt. Spielerisch und ganz ohne den pädagogischen Zeigefinger wird hier etwas für die Feinmotorik der Kleinen getan. Das ganz Besondere an RINGEL RANGEL ist aber, dass mitspielende Eltern ebenso gefordert sind und sich nicht herablassen müssen, mit ihren Kindern zu spielen. Die Spielfreude des Nachwuchses überträgt sich schnell auf die ältere Generation, so dass auch viele Erwachsenenrunden mit Begeisterung die Spielfläche mit Schildkröten bevölkert haben. Ein rundum gelungenes und hervorragend ausgestattetes Kinder- und Familienspiel.“

## Belege
1. 1 2 3 4  Spielbeschreibung, Rezension auf spielphase.de; abgerufen am 9. Dezember 2019
2. ↑  Versionen von Ringel Rangel in der Spieledatenbank BoardGameGeek (englisch); abgerufen am 9. Dezember 2019
3. 1 2  Ringel Rangel auf der Website des Spiel des Jahres e.V.; abgerufen am 9. Dezember 2019